# Cerkev sv. Ane, Zapuže pri Ribnici
Cerkev svete Ane stoji na izpostavljenem in razglednem mestu blizu vršnega slemena Male gore na nadmorski višini 920 m in spada pod župnijo Ribnica. V bližini cerkve se nahaja planinska koča. 
Cerkev je dolga 21 m, široka v prezbiteriju 5,45 in v ladji 6,76 ter visoka 5,5–5,9 m.
Po pričevanju Jerneja Pečnika, naj bi se na tem območju nahajalo prazgodovinsko gradišče. V času turških upadov je bilo tu kresišče. Cerkev prvič omenja urbar iz leta 1576, kot podružnico farne cerkve. Valavasor v cerkvi omenja tri oltarje: sv. Ane, sv. Uršule in sv. Neže. Nad vhodom je letnica 1864.
18. junija 1840 je v zvonik cerkve sv. Ane zadela strela in je popolnoma pogorel. Leta 1901 so zvonik temeljito popravili, tudi strešni stol je bil nov. Ker ni bil podzidan, ga je 16. novembra 1901 vihar prevrnil na tla. Popravili so ga naslednje leto. Zvonik je dobil bakreno kapo leta 1987. Delo je izvršil klepar Jože Groznik iz Šmartna pri Litiji. V naslednjem letu so postavili novo ostrešje, namestili bakrene žlebove, obnovili zelo dotrajano fasado, napravili odtočni kanal za cerkvijo.

## Notranjost cerkve
Danes ima cerkev samo glavni oltar sv. Ane, medtem ko sta sv. Uršula in sv. Neža v oltarju stranski svetnici. Nad njima sta angelčka. Ta oltar je leta 1889 napravil Franc Jontez. Stara oltarna slika je danes v župnišču. To je tako imenovana sv. Ana Samotretja. Slika prikazuje sv. Ano, ki objema svojo hčer Marijo in Dete Jezusa.
Procesijski križ visi na levi steni prezbiterija. Napis za glavnim oltarjem nam pove, da je bila cerkev obokana šele leta 1913. Verjetno je iz tega časa tudi pevski kor. Leta 1891 so napravili nov tlak in klopi. Bandero, ki jo hranijo v župnijski cerkvi, nosi podobi sv. Ane in sv. Uršule ter Neže. Umetnik Stane Jarm je leta 1991 naslikal 14 postaj križevega pota.
Leta 1989 je bila obnovljena tudi notranjščina cerkve. Najprej je bil odstranjen ves vlažen omet. Pleskar Franc Škulj iz Rašice je prepleskal vso notranjščino. Na prednjo stran slavoločne stene je slikar Lojze Čemažar naslikal fresko, ki ponazarja dogodke iz življenja sv. Ane, Joahima in Marije. Delo je dokončal 16. julija 1990. Levo spodaj freska prikazuje sv. Joahima in sv. Ano z Marijo v naročju. Spodaj je zibelka, v ozadju pa dva škafa in rešeto. Na vrhu slavoloka je Marija z Jezusom. Levo od nje igrata angela na flavto in violino, tretji pa se sklanja k Marijini družini. Desno zgoraj je angel z oljenko, drugi pa igra na pozitiv. Desno spodaj je prizor, ki prikazuje, kako sv. Ana Mariji razlaga sveto pismo.
Oltar proti ljudstvu je iz hrastovine leta 1991 izdelal kipar Stane Jarm. Oltarni podstavek krasi relief tako imenovane Ane Samotretje. Na koru sta sliki Srca Jezusovega in Srca Marijinega.
Cerkev je v letu 1990 dobila tudi elektriko, ki jo proizvaja agregat. Ob tem so bili nameščeni tudi nov kristalni lestenec in reflektorji.

## Zvonovi
Pred prvo svetovno vojno sta bila v zvoniku dva bronasta zvonova, ki ju je ulil Janez Jakob Samassa. Večji je bil ulit leta 1783, premer je imel 75 cm, težo 336 kg in glas c. Uničen je bil po prvi svetovni vojni. Manjši zvon je bil ulit leta 1796, premer je imel 68 cm, težo 181 kg in glas d. Po prvi svetovni vojni, leta 1927, se je za cerkev kupilo vsaj en nov bronast zvon pri Strojnih tovarnah in livarnah v Ljubljani. Le-ta je bil manjši od dveh, ki sta visela v zvoniku. Imel težo 182kg, zaporedno številko pa 1878. Ker sta bila oba zvonova uničena med drugo svetovno vojno, za večjega trenutno še ni znano, ali je bil Samassov, ki bi lahko ostal po prvi svetovni vojni, ali pa je bil nabavljen skupaj z malim od Strojnih Tovarn in livarn.
Današnja zvonova sta tudi bronasta. Večjega je leta 1990 ulil Ferralit v Žalcu. Premer v krilu ima 89,5 cm, težak je 360 kg in ima glas a. Manjši zvon je ulil livar Franc Mostar iz Galjevice v Ljubljani okoli leta 1950. V krilu meri 73 cm, težak je okoli 285 kg in ima glas c.